# Ruiny (film)
Ruiny (tytuł oryg. The Ruins) – amerykańsko-australijski horror z 2008 roku, zrealizowany na podstawie powieści Scotta Smitha.

## Zarys fabuły
Grupka przyjaciół wyrusza do Meksyku na wakacje. Pod koniec pobytu wyruszają na wycieczkę do Cobá, w którym można obejrzeć ruiny świątyni Majów. Tam odwiedzają ukryte w dżungli wykopaliska archeologiczne. Niestety, stare ruiny kryją krwiożerczą roślinę, która chętnie żywi się ludźmi.

## Główne role
- Jonathan Tucker jako Jeff McIntire
- Jena Malone jako Amy
- Laura Ramsey jako Stacy
- Shawn Ashmore jako Eric
- Joe Anderson jako Mathias
- Dimitri Baveas jako Dimitri